# 寺岡製作所
株式会社寺岡製作所（てらおかせいさくしょ）は、包装用テープ・電気産業用テープを製造する日本の企業。
近年ではデジタル家電に使用される電子・電機用テープの製造など付加価値の高い製品の製造に注力している。

## 沿革
- 1921年 - 寺岡製作所を創業。
- 1943年 - 株式会社寺岡製作所を設立。
- 1977年 - 株式を店頭公開。
- 1987年 - 東京証券取引所2部上場。
- 2007年 - 神栄商事株式会社を子会社化。
- 2023年 - マネジメント・バイアウトの一環として行われた株式会社KMMによる株式公開買付けが成立[2]。
- 2024年
  - 3月11日 - 東京証券取引所スタンダード市場上場廃止[1]。
  - 3月13日 - 株式併合により、株主がKMMのみとなる。
- 2025年
  - 4月1日 - 株式会社KMMを吸収合併[3]。これにより、マネジメント・バイアウトの一連の手続きを完了。

## 主な商品
- Pカットテープ
- オリーブテープ
- カプトンテープ

## 生産拠点
- 茨城工場（茨城県北茨城市）
- 佐野工場（栃木県佐野市）
- 函南工場（静岡県田方郡函南町）